# بشار (جحانة)

تعديل مصدري - تعديل

بشار هي إحدى قرى عزلة قروى بمديرية جحانة التابعة لمحافظة صنعاء، بلغ تعداد سكانها 1083 نسمة حسب تعداد اليمن لعام 2004.